# شین یون بوک
شین یون بوک (کره‌ای: 신윤복؛ ۱۷۵۸–۱۸۱۳) که بیشتر با نام هنری هه‌وون (کره‌ای: 혜원) شناخته می‌شود، یک نقاش کره‌ای در دوران پادشاهی چوسان بود.

## برای مطالعهٔ بیشتر
- Pratt, Keith L.; Rutt, Richard; Hoare, James E. (1999). Korea, A Historical and Cultural Dictionary. Durham East Asia Series. Routledge. p. 568. ISBN 978-0-7007-0463-7.
- Turner, Jane (2003). Grove Dictionary of Art. Oxford University Press, US. p. 32600. ISBN 978-0-19-517068-9.